# TaleWorlds
TaleWorlds Entertainment — независимая частная компания, которая занимается  разработкой компьютерных игр. Размещена в городе Анкара, столице Турции.

## История компании
Компания была основана супругами Армага́ном (тур. Armağan Yavuz) и Ипе́к Яву́з (тур. İpek Yavuz) в 2005 году. Примечательно, что Армаган Явуз, доктор физико-математических наук, до того, как увлекся разработкой игр, планировал заниматься исключительно академическими исследованиями. В год открытия TaleWorlds была начата разработка компьютерной ролевой игры Mount & Blade — первого проекта авторов. 
Mount & Blade распространялась в виде бета-версии на условиях условно-бесплатного программного обеспечения. Игрок мог загрузить дистрибутив с установщиком бесплатно, однако игровой процесс имел некоторые ограничения; эти ограничения снимались при покупке. Игроки, которые купили данную бета-версию, могли бесплатно обновиться до полной версии, когда та будет полностью окончена. Таким образом, разработчики избрали механику распространения игры, подобную т.н. «раннему доступу», который стал популярен значительно позднее. 
В интервью, опубликованном в журнале «Игромания» (с последующей перепечаткой на сайте The Daily Telefrag) Армаган Явуз так рассказывает о работе над Mount & Blade:

Самый счастливый момент был в самом начале работы, когда мы только-только решили продавать бету, обещая предоставлять покупателям все последующие версии бесплатно. Мы с Ипек повесили небольшое объявление на одном из англоязычных форумов и уселись ждать, придут ли люди, готовые заплатить за нашу игру. Без какой-либо рекламы, просто по объявлению. И буквально в течение нескольких дней на нашем форуме появились первые игроки, которые начали обсуждение прототипа; пошли первые комментарии, начались продажи. Сначала мы продавали по одной копии в день, а потом, через неделю, уже по тридцать копий. (...) И вот в этот момент мы поняли, что проблема финансирования игры решена — нам хватит полученных денег, чтобы закончить игру, мы нашли свою модель. 

Разработчики вдохновлялись такими классическими ролевыми играми как The Elder Scrolls II: Daggerfall, Frontier: Elite 2, а также Sid Meier's Pirates!. Для игры также был разработан собственный внутренний игровой движок, который затем постоянно улучшался и развивался с выходом каждой новой части.
В 2008 году разработка игры была завершена, и помимо цифрового распространения, она была выпущена в коробочном варианте. Издателем «коробочной» версии стала шведская компания Paradox Interactive; в России она была издана фирмой «1С» совместно со Snowball Studios в полной русской локализации. Mount & Blade получила положительные отзывы и оценки прессы, а также несколько игровых наград, в том числе титулы «лучшая независимая игра» (англ. best indie game) и «выбор игроков» (англ. player’s choice) от сайта Mod DB.
Продолжение игры — Mount & Blade: Warband — вышло 31 марта 2010 года. 
В дальнейшем серия получила развитие в виде продуктов, разрабатывавшихся другими компаниями совместно с TaleWorlds, в частности, аддонов Napoleonic Wars и Viking Conquest. Помимо этого, TaleWorlds лицензировала свой игровой движок компании Snowbird Game Studios, выросшей из издательства Snowball: он был использован в игре Snowbird «Огнем и мечом 2: На Карибы», позднее переизданной как Blood & Gold: Caribbean (2015).
В 2016 году TaleWorlds портирует Warband на игровые консоли PlayStation 4 и Xbox One.
30 марта 2020 года года в раннем доступе посредством Steam вышло номерное продолжение Mount & Blade — Mount & Blade II: Bannerlord. Игра вышла из раннего доступа 5 октября 2022 года, немногим позже состоялся релиз консольных версий. Продолжается развитие Bannerlord посредством выпуска обновлений.

## Разработанные игры
- 2008 — Mount & Blade (рус. Mount & Blade. История героя)[3][2]
- 2009 — Mount & Blade: With Fire & Sword (рус. Mount & Blade. Огнём и мечом) (разработано студией «Сичъ» и Snowberry Connection совместно с TaleWorlds)[16]
  - 2010 — Mount & Blade. Огнём и мечом. Великие битвы (разработано студией «Сичъ» и Snowberry Connection совместно с TaleWorlds)
- 2010 — Mount & Blade: Warband (рус. Mount & Blade. Эпоха турниров)[17][8]
  - 2012 — Mount & Blade: Warband — Napoleonic Wars (разработано Flying Squirrel Entertainment совместно с TaleWorlds)
  - 2014 — Mount & Blade: Warband — Viking Conquest (разработано Brytenwalda Studios совместно с TaleWorlds)
- 2022 — Mount & Blade II: Bannerlord[13]